# Храм Аманава Симмэй
Храм Аманава Симмэй (яп. 甘縄神明神社 Аманава Симмэй Дзиндзя) — самый старый синтоистский храм в Камакуре, он был основан в 710 году. Храм посвящён богине солнца Аматэрасу.
Согласно древнему документу История Аманава-дзи Симмэй-гу, хранящемуся в храме, его основателем был священник Гёки, а финансировал строительство могущественный и богатый человек по имени Токитада Сомэя.
Храмовый комплекс состоит из двух зданий: хайдэна — зала для молящихся и хондэна — святилища, которое стоит позади хайдэна. Конёк крыши обоих зданий украшен перекрещивающимися планками — тиги, также на него положены под прямым углом пять коротких брёвен, называемых кацуоги. Эти элементы типичны для древнего архитектурного стиля симмэй-дзукури. Храм сильно пострадал во время Великого землетрясения Канто в 1923 году, здания были восстановлены только в 1936 году. Последняя реконструкция была завершена в 1998 году.
Храм находится в 10 минутах ходьбы от станции Хасэ и в 20 минутах — от станции Камакура.

## Галерея
|  |  |  |  |